# Jesper Langberg
Jesper Langberg (født 20. oktober 1940 på Frederiksberg, død 29. juni 2019) var en dansk skuespiller.
Jesper Langberg var søn af skuespilleren Sigurd Langberg og lillebror til skuespilleren Ebbe Langberg. Han har spillet på både film og teater. Han er nok bedst kendt som Kristen Skjern i tv-serien Matador og forskellige roller i Olsen-banden-filmene.
Efter sin 50 års jubilæumsforestilling "Kærestebreve" på Folketeatret i 2013 valgte han at trække sig tilbage, 72 år gammel.
Jesper Langberg døde d. 29 juni 2019 efter kort tids sygdom, 78 år gammel.

## Priser
- 1968: Bodilprisen for rollen i Sådan er de alle
- 1993: Bodilprisen for sin rolle i Det forsømte forår.
- 2003: Årets Reumert for Årets Mandlige Hovedrolle i "Festen" (Mammutteatret).
- 2014: Æres-Bodil for sit bidrag til dansk film gennem sin karriere.

## Udvalgt filmografi
| År   | Titel                                 | Rolle                               | Noter     |
| ---- | ------------------------------------- | ----------------------------------- | --------- |
| 1965 | Pigen og millionæren                  |                                     |           |
| 1965 | Flådens friske fyre                   |                                     |           |
| 1965 | Een pige og 39 sømænd                 |                                     |           |
| 1965 | Jensen længe leve!                    |                                     |           |
| 1966 | Tre små piger                         |                                     |           |
| 1966 | Nu stiger den                         |                                     |           |
| 1966 | Naboerne                              |                                     |           |
| 1966 | Soyas tagsten                         |                                     |           |
| 1966 | Søskende                              |                                     |           |
| 1967 | Mig og min lillebror                  |                                     |           |
| 1967 | Det er ikke appelsiner - det er heste |                                     |           |
| 1967 | Far laver sovsen                      |                                     |           |
| 1968 | Mig og min lillebror og storsmuglerne |                                     |           |
| 1968 | I den grønne skov                     |                                     |           |
| 1968 | Det er så synd for farmand            | Morten Karlsen                      |           |
| 1968 | Sådan er de alle                      |                                     | Bodilpris |
| 1969 | Midt i en jazztid                     |                                     |           |
| 1969 | Mig og min lillebror og Bølle         | Jens                                |           |
| 1970 | Amour                                 |                                     |           |
| 1970 | Rend mig i revolutionen               |                                     |           |
| 1971 | I morgen, min elskede                 |                                     |           |
| 1972 | Man sku' være noget ved musikken      |                                     |           |
| 1972 | Olsen-bandens store kup               | kriminalassistent Mortensen         |           |
| 1973 | Olsen-banden går amok                 | politilyttepost                     |           |
| 1974 | Robin Hood                            |                                     |           |
| 1976 | Julefrokosten                         |                                     |           |
| 1978 | Firmaskovturen                        |                                     |           |
| 1980 | Attentat                              |                                     |           |
| 1982 | Felix                                 |                                     |           |
| 1982 | Kidnapning                            |                                     |           |
| 1982 | Tre engle og fem løver                |                                     |           |
| 1982 | Pengene eller livet                   |                                     |           |
| 1985 | Når engle elsker                      |                                     |           |
| 1987 | Peter von Scholten                    | Frederik von Scholten               |           |
| 1993 | Det forsømte forår                    | den voksne dommer Edvard Ellerstrøm | Bodilpris |
| 1997 | Sekten                                |                                     |           |
| 1998 | Olsen-bandens sidste stik             | destruktionsanstaltens direktør     |           |
| 1999 | Besat                                 |                                     |           |
| 2001 | Flyvende farmor                       | Buschauffør                         |           |
| 2001 | Olsen-banden Junior                   | Hallandsen                          |           |
| 2004 | Kongekabale                           |                                     |           |
| 2008 | Kandidaten                            |                                     |           |

### Tv-serier
- Københavnerliv (1968)
- Vinterbyøster (julekalender, 1973)
- Huset på Christianshavn (1970-1977)
- Matador (1978-82) - Omegnsbankens direktør, Kristen Skjern
- Sommer (2008-09)